# 패혈성 페스트
패혈성 페스트(Septicemic plague)는 세 종류의 페스트 중 하나이다. 그람 음성균인 페스트균에 의해 발생한다. 혈액을 감염시키며 저닌병으로 나타난다. 대부분 벼룩에 의해 물려서 감염된다.
그람 음성균에 의한 다른 패혈증들과 마찬가지로 파종성 혈관 내 응고를 일으키는데, 대부분 치료가 불가능하고 치명적이다. 가래톳페스트, 폐페스트에 비해 매우 드물게 나타난다.

## 증상
증상으로는 복통, 피부하 출혈, 혈전, 구강내 출혈, 코피, 직장 출혈, 설사, 발열, 오한, 저혈압, 메스꺼움, 구토, 장기부전, 쇼크, 말단부의 괴저, 호흡 곤란 등이 나타날 수 있다. 그러나 증상이 나타나기 전에 사망을 일으킬 수도 있다. 또한 이 증상은 다른 질병에서도 흔히 나타나서, 증상만으로 페스트를 완전히 진단할 수는 없다.

## 원인

### 전염
페스트는 주로 벼룩이나 감염된 포유류에게 물려서 전염되지만, 대부분의 세균성 전신병과 마찬가지로 피부에 난 상처나 재채기, 기침으로 인한 비말을 흡입함으로써 감염될 수도 있다. 페스트균을 흡입한 경우 대부분은 가래톳페스트가 먼저 발생하며, 이후 환자들 중 일부에서 패혈증으로 진전되는 것이다. 림프절이나 폐가 아닌 혈액으로 세균이 유입되면 혈액에서 증식하여 균혈증 및 심각한 패혈증을 일으킨다. 패혈증 페스트에서 세균성 내독소는 파종성 혈관 내 응고(DIC)를 유발하는데, 이 경우 몸 전체에 미세한 혈전이 형성되어 국소적 허혈성 괴사, 혈액순환 및 관류 부족으로 인한 조직의 괴사 등이 발생한다.
파종성 혈관 내 응고의 결과 혈액의 응집에 관여하는 물질들의 농도가 낮아지게 되고, 따라서 출혈이 멈추지 않아 여러 장기를 비롯한 기관들에서 점상출혈, 붉은색이나 검은색의 반점성 발진이 일어난다. 객혈이나 토혈도 발생한다. 발진은 보통 붉은색을 띄며 때때로 가운데에 흰색이 나타나는 등 곤충에게 물린 자국이랑 비슷하게 생긴 혹의 형태로 발생한다.
패혈성 페스트는 수평적 전염과 직접 전염에 의해 발생한다. 수평적 전염이란 혈액 접촉 없이 한 개인에서 다른 개인으로 질병이 전달되는 것을 말한다. 직접 전염은 물리적 접촉, 공기를 공유, 벼룩이나 감염된 설치류에게서 직접 물림으로써 발생한다. 대부분의 설치류를 비롯해 토끼도 균을 옮길 수 있다.

## 역학
2015년, 콜로라도주 북부의 라리머 카운티(Larimer County)에 사는 한 소년이 벼룩에 물려서 패혈성 페스트로 숨졌다. 지난 30년 동안 콜로라도에서 단 3명만이 패혈증에 감염되었다.

## 역사
패혈성 페스트는 다른 두 종류의 페스트, 가래톳페스트와 폐페스트에 비해 가장 드물게 나타난다. 1348년에서 1350년 사이에 발생한 흑사병에서도 관찰되었다. 나머지 두 종류와 마찬가지로 중동에서 시작하여 흑해를 건너 지중해로 들어오는 무역경로를 통해 전파되었다.

## 인수공통감염성
패혈성 페스트는 인수공통감염병이다. 설치류나 육식동물에 의해 주로 전염되는데, 염소나 양, 낙타도 균을 옮길 수 있다. 별로 증세가 나타나지는 않지만 고양이도 감염될 수 있다. 북아메리카 대초원 서부의 동물들에게 페스트가 자주 발생한다. 다른 나라들에서도 페스트에 감염된 동물이 흔히 발견되는데, 특히 개발도상국에서 많이 발견된다.
주로 설치류나 토끼에 의해 전염되나, 감염된 동물을 포식한 육식 동물도 감염될 수 있다. 피식 동물들은 질병에 면역력이 생기지 않기 때문에 삼림페스트 등 다양한 페스트균주가 검은꼬리프레리도그, 검은발족제비의 개체수를 급격히 하락시키기도 하였다.